# Ludwik Marian Zieliński
Ludwik Marian Zieliński herbu Świnka (ur. w 1739 roku – zm. 6 marca 1806 roku) – podczaszy różański,  kasztelan rypiński w latach 1786–1795, łowczy płocki w 1786 roku.
Poseł województwa płockiego  i sędzia sejmowy na sejmie 1776 roku. Był członkiem konfederacji Sejmu Czteroletniego w 1788 roku.
W 1792 roku został odznaczony Orderem Orła Białego, w 1786 roku został kawalerem Orderu Świętego Stanisława.